# Kudó (önvédelem)
A kudó japán önvédelmi küzdőrendszer, amely nem szorul egyetlen stílus keretei és szabályai közé, s számos harcművészeti ág technikáit alkalmazhatja. A kudó rugalmassága és realisztikussága folytán óriási népszerűségnek örvend, nem csak Japánban. A stílus rohamosan terjed világszerte.
A sportágat régebben úgy ismerték: Kakuto Karate Do Daido-juku. Megalapítója a híres japán mester, Azuma Takasi, aki jelenleg a megtisztelő „Dzsukucsó” nevet viseli. Ma a kudót az összes kontinens közel harminc országában gyakorolják.

## A kudóról általában
A japán harcművészet-ek nem csak a K-1, de a kudó (空道) kapcsán is összefonódtak. A kudó, más néven daido dzsuku (大道塾) jelentése „üres út”. Eredete nem túl messzire vezethető vissza; kialakulása egy érdekes fordulatnak köszönhető, mikor a kjokusin karatet gyakorló Azuma Takasi (jelenleg a tiszteletbeli dzsukucsó (塾長)nevet viselő, nyolc danos, stílusvezető nagymester) javaslatot tett a számára elavultnak tűnő harcművészet fejlesztésére mesterének, Ójama Maszutacunak, aki azonban ezt visszautasította. Azuma azért akarta továbbfejleszteni, mert észlelte, hogy saját stílusuk többnyire csak japán rendszereken belül sikeres. A nyugati vagy más, nem japán küzdősportokkal szemben viszont kevésbé, vagy nem mindig állta meg a helyét. Ez abban gyökerezett, hogy a kjokusin karatéban nem lehet fejre mért ütéseket leadni, és nem használhatóak dobástechnikák. Ezért Azuma a thai bokszot, a dzsúdzsucut, a cselgáncsot, és az orosz szambót egybeolvasztotta már meglévő stílusával, így létrehozta a tradicionális MMAt.
A kudó versenyszabályai nagyban eltérnek a K-1-étől, hiszen, ugyan van benne nyílt, súlycsoportokra való tekintet nélküli kategória, azonban mindennek megvan a maga kritériuma. Például egy hetven kilós versenyző, ha szembe kerül egy nála kétszer akkora vetélytárssal, alkalmazhat ellenfelén alapvetően tiltott technikákat.(hererúgás). A stílus különleges ismertetőjele a fejvédő használata és a szeiken védő, valamint a boksz-kesztyű tiltott viselete. Gyakorlatilag minden technika megengedett, leszámítva a gerinc álló helyzetből való támadását. Mivel fejprotektort viselnek a versenyzők, fejelhetnek, könyökölhetnek, fogásból támadhatnak és térdelhetnek, valamint dobhatják egymást. Ha a földre kerülnek, a földön fekvő partner támadása is megengedett, még akkor is, ha a másik küzdőfél állva marad. Ez természetesen fordítva is igaz.
Ellenben, az alul lévő fejére ütni kizárólag körkörösen megengedett. További engedélyezett technikák a gerincfeszítés, háromszögtechnikák, fejprések, feszítések, fojtások – hogy csak legkülönlegesebbeket említsük. A kudót leginkább a formagyakorlatok hiánya különbözteti meg más karate stílusoktól. Az alapítója szerint, ezek szükségtelenek a harchoz és a mindennapi élet viszontagságainak legyőzőséhez.
Habár 1997-ig a szigetországon kívüli versenyzők számára tiltott volt a kudó, később felismerték, hogy egy nyugati elemekkel kombinált keleti sportról van szó. Felismerték, hogy ezt a sportot megtanulni vagy fejleszteni, csak külföldi sportolók által lehet. Noha az irányzat maga japán, mégis kitárt egy kaput a Nyugat felé. Az változást eredményezett a bajnokok nemzetiségeinek összetételében, ugyanis fizikai adottságaik miatt a japán versenyzők alulmaradtak a nyugati versenyzőkkel szemben. Ennek okát abban is kereshetjük, hogy a kudó egy még kiforratlan, fiatal stílusirányzat, ami magában rejti a jövőben a tökéletes fejlődés lehetőségét.
Magyarországon és egyaránt a világon egyelőre nem túlzottan elterjedt harcművészet a kudó, amit az is befolyásol, hogy ez egy nonprofit sport, ami azt jelenti hogy, pénzjutalom a versenyeken nincsen, ezért a küzdők kevésbé motiváltak.

### Eredet
Az alapító: Azuma Takasi.
A daidodzsuku, vagy más néven a kudó nevű harcművészeti stílust 1981-ben alapította Azuma Takasi. Azuma 1977-ben bajnokságot nyert full kontakt kjokusinban, ám néhány évvel később - stíluson kívül - megalapította Japán Honsú szigetének északi részén fekvő Szendai-ban a daidodzsuku szervezetet.
A daidodzsuku szó szerinti fordításban annyit tesz: "nagy út". Olyan technikák gyűjtőstílusa ez, amelyek akkoriban nem voltak jelen a full kontakt karatéban. Azuma 3. danos fekete öves dzsúdósként, 4. danos kjokusin mesterként felismerte: mekkora lehetőségek vannak egy új, hibrid harcművészetben, amely nem szorul egyetlen stílus keretei és szabályai közé, amely számos harcművészeti ág technikáit alkalmazhatja. Ekkor 1980-at írtunk, és megszületett a daidodzsuku. A '80-as évek végére a stílus számos technikát átvett a muay thaiból, az ökölvívásból, a dzsúdzsucuból, a szambóból, a kungfuból, a birkózásból és más harcművészetekből is. Minden adaptált fogáson finomítottak, ha kellett, saját szempontjaik szerint változtattak Azumáék.
A daidodzsuku egyik alapvető célja, egy olyan küzdőstílus megalkotása volt, amelyben a valósághű, full kontakt harcot oly módon lehet alkalmazni, hogy azt a lehető legkisebb mértékben korlátozzák a fighterek biztonságát szavatoló szabályok. Azuma egy olyan stílust alkotott, amelyben számos támadó és védekező technika kapott helyet, ahol a fejelés ugyanúgy megengedett, mint a fejre ütés, könyökhasználat, cselgáncs dobások, dzsúdzsucu fojtások, álló- és földharc technikák. A daidodzsuku 1981-ben mutatkozott be a nagyközönségnek a Hokutoki Karate Bajnokságon.
Az eredeti Kakuto Karate Daidodzsuku, vagy Kombat Karate Daidodzsuku elnevezést később megváltoztatták, hogy még inkább kifejezze a stílus egyedi jellegét. 2001-ben az alapító és elnök Azuma Takahasi sajtótájékoztatón jelentette be: az új MMA-stílus nevét kudóra változtatják.
Az átnevezéssel megnyílt az út a stílus előtt, hogy immár a hivatalos japán szervek is elismerjék, mint harcművészetet, csakúgy, mint az aikidót, cselgáncsot, vagy a kendót. A kudó és daidodzsuku elnevezések világszerte szerzői jogi védelem alá esnek, a stílus minden instruktora, brand chief-je a Nemzetközi Kudó Szövetség (K.I.F.) által minősített harcművész.

## A kudó hivatalos versenyruhája
A kudó versenyzők kjokusin karate gi-t viselnek, amelyet a biztonság és egészségmegőrzés érdekében számos protektor egészít ki. MMA-kesztyűk, egyedi speciális szivacs-sisak áttetsző műanyag arcmaszkkal (a fejelések tompítására). A sisak viselése teszi lehetővé, hogy olyan full koncakt technikákat is lehet alkalmazni, mint máshol sehol: pl. fejelés, könyök .

## A kudó célja
A kudó nem csak a fizikai erő növelésére, hanem a mentális erő megszerzésére, szellemi határaink kiterjesztésére is törekszik. Magában hordozza a konfuciánus értékeket úgy mint: a bátorság, önuralom, kedvesség, könyörület és segítségnyújtás a gyengéknek és az elveszetteknek. Nem utolsósorban az etikett legfontosabb elemeit: a szülőtiszteletet, az előzékenységet és az engedelmességet az idősebbek és a rangidősek részére. A kudó sok más japán harcművészethez hasonlóan, egy olyan társadalmi jellegű fizikai és mentális neveltetést biztosít, melynek célja, hogy a gyakorlói akár férfiak, akár nők ennek gyakorlásával hozzájárulhassanak az előbb említett értékek elsajátításához és egy jobb, békésebb társadalom kiépítéséhez.

### Mit jelent a kudó? Miért gyakoroljuk?
Egy alapvető célja a harcművészek színe-javának, különösen a budóban (dzsúdó, karate, kendó, aikidó, kudó, stb.), hogy az ezt gyakorlók megeddzék elméjüket és testüket, hogy erősebbé váljanak és hogy felhasználva a megszerzett tudást és képességeket az emberi társadalom fejlesztésére fordítsák. A már jól ismert "do" kifejezés a budón belül nem jelent mást, mint az életutat, az utat, melyen élete során az embernek végig kell mennie és maga dönti el, hogy letér róla, vagy követi tovább. Továbbá egy nagyon jó módja a fiatalkor kiművelésének, hiszen a későbbi esetleges nehéz időkben, majd könnyebben vehetők az akadályok, vagy az adandó problémák a mindennapi életben vagy más területeken is, mikor sor kerül rájuk. Emellett a budo szellemében bátran állítható, hogy a mai nevelés már-már a hanyatlás szélén áll, de az állandó edzésekkel és gyakorlással fegyelem és önfegyelem teljes mértékben elsajátítható. Ezért van az, hogy hajlamosak vagyunk félreértelmezni a budót és annak értékeit és megesik, hogy könnyen összetévesztjük egy filozófia nélküli, nyers erőszaktól túlcsorduló, brutális sporttal. A kudó szó első szótagjának a "ku" jelentése az üresség. Az ég (szora) másik jelentésében üresség szó és az út írásjelét vegyítve, született meg tehát a kudo, azaz kudó.

### A ku (空) három filozófiai eleme
1. A múlandóság és az üresség életszemlélete mudzsó kan (無常観)
Más szóval, minden ami valamilyen formában létezik, egyszer megváltozik, vagy megsemmisül, így az ezekhez való kötődés kerülendő.
2. Egymásrautaltság szógo izon (相互依存)
Minden dolog csak azért létezik, mert függ egy másiktól. Ennek következtében az önelégültség és a nagyképűség úgyszintén két olyan dolog, melynek táplálása mérgezi az elmét és a társadalmat, tehát kerülendő.
3. Elfogulatlanság, pártatlanság, semlegesség fuhen futó (不偏不党)
Minden amit célul kitűzünk magunk elé, kellő kitartással és komolysággal véghez vihető. De ahhoz, hogy szabadok legyünk, nem szabad ragaszkodnunk bizonyos dolgokhoz, akár az élet mindennapos problémáiról legyen szó, vagy találjuk magunkat szemben bizonyos előítéletekkel, nem lehetünk elfogultak. Törekednünk kell a pártatlanságra és az egyoldalú dolgok helyett, inkább más szemszögből nézve is meg kell vizsgálnunk dolgokat.
A fent említett első kettő vezet a harmadikhoz. Ez a perspektíva fejezi ki a nyitott elméjűséget Azuma nagymester szerint.
De az említettek , pontosan nem is az egoizmusra vagy a túlzott elbizakodottságra utalnak, hanem jelentésük magába foglalja a nyitott elmét a nagylelkűséggel, az alázatosságot amely egy robusztus hiten alapszik.
"A "do 道" része a kudónak és az életútra mutat rá. Ezért azok, akik a kudót választják az életútjuknak, e három elv szerint kell élniük és nevelkedniük. Vagyis, ha akármilyen nehézségekkel is találjuk szembe magunkat, mindig pozitívan kell szembenéznünk velük és soha nem kerülhetjük el a kihívást azért, hogy megtalálhassuk a végső igazságot."
(Azuma Takasi nagymester, a daidodzsuku alapítója)

## A kudó övvizsgarendszere és szintjei
Fehér öv :(legalacsonyabb kjú nélküli övfokozat, ami vizsga nélkül kapható)
1. 10. kjú: lila öv
2. 9. kjú: lila öv
3. 8. kjú: kék öv
4. 7. kjú: kék öv
5. 6. kjú: citromsárga öv
6. 5. kjú: citromsárga öv
7. 4. kjú: zöld öv
8. 3. kjú: zöld öv
9. 2. kjú: barna öv
10. 1. kjú: barna öv (legmagasabb kjú-övfokozat)

A következő öv megszerzésének feltétele, a megfelelő erőnléti illetve technikai szint elérése. Továbbá meg kell, hogy legyen az edzéseken eltöltött aktív edzésidőtartam. Magasabb fokozatokra a kötelező események (versenyek, bemutatók, szemináriumok)-on elért eredmény, illetve részvétellel lehet vizsgakérelmet beadni. Az első dan (fekete öv) megszerzése után, egészen a 10. dan fokozatig van lehetőség a szintlépésre. 2. danra két, 3. danra három és további szintenként mindig plusz egy évvel több kivárási idő van.

### A vizsga részei

#### Kihon Keiko
A tanult technikákat kell bemutatni, helyből. Rúgások, ütések, védések. Célja, hogy lemérjék a gyakorló egyensúlyának szilárdságát, illetve a megfelelő testtartás és összhangot a technikák bemutatásakor. (Pl.: Ütésnél a láb, a csípő és a váll megfelelő szögben van-e? stb.)

#### Ido Keiko
Az alap technikák bemutatása, de itt már mozgásból kell végrehajtani. Citromsárga övtől a haladók már ütés-rúgás kombinációkat mutatnak be.

#### Jakuszoku Kumite
Egy támadó és egy védekező fél egymással szemben felállnak és meghatározott technikákat mutatnak be. Ahogy magasabb szintre kerülünk, úgy válik egyre szabadabbá és sokszínűbbé a technikák repertoárja. A vizsgagyakorlat célja, hogy lemérjék, a vizsgázó megfelelően veszi e fel a távolságot, a technikák formájának helyessége és a védelem ellenőrzése.
Védelem közben alkalmazhatunk, visszatámadás, egyidejű és megelőző technikákat, söpréseket, blokkokat, elhajlásokat, földre viteleket, elmozgásokat, lábbal való megállításokat, de a vállal való védekezés és a különböző lefogások is megengedettek.
Fehér övre csak védekezni kell tudni, kék övtől felfelé már kontra technikák alkalmazásával és magasabb szintű technikákkal kell megfelelni az elvárásoknak.

#### Nage vaza
Dobástechnikák és földharc. 10 kjú övfokozatra az alapvető eséseket kell tudni bemutatni. Zöld övtől dobás-előkészítő gyakorlatokat (ucsikomi)-t kell tudni bemutatni. Barna övtől, már a tanult dobásokat mozgásból kell tudni megcsinálni. Amíg zöld övre csak alapvető támadó technikákat kell tudni a földharcban bemutatni, addig barna övre már szabadulásokat kell ismerni, melynek következtében fölső, azaz irányító pozícióba kerülünk.

### Sparring
A kihon és ido keikóban bemutatott technikákat, éles küzdelemben kell tudni alkalmazni egy ellenfélen.
10-9. kjú Az ütés nem megengedett a fejre, csak fej és testrúgások.
8-7. kjú Csak egyenes ütéseket lehet a fejre használni+ rúgások és az előző.
6-5. kjú Az eddigiek, horoggal és felütéssel kibővítve.
4. kjú Támadások visszakézből, dobások és könyökök már engedélyezettek.
3. kjú Alkalmazható a fejelés technika.
2. kjú Innentől kezdve a teljes verseny kudó szabályzat lép életbe, földharccal együtt.
Abban az esetben, ha a vizsgán két különböző szintű ellenfél találkozik, akkor a szabályok az alacsonyabb övfokozattal rendelkezőhöz igazodnak.
A mesterfokozatok 1-10 danig mennek el. A stílusalapító nagymester jelenleg a 8. dan fokozatot birtokolja. A mesterfokozatot jelezni, a fekete övre rávarrt aranycsíkokkal szokás.

## Kudó eskü
| 道場訓                     | Dodzsó-kun                                    | Fejléc szövege                                                    |
| -------------------------- | --------------------------------------------- | ----------------------------------------------------------------- |
| 我々は空道の修業を通じ     | vare-vare va kudono súgjó o cúdzsi            | A kudó útján haladva                                              |
| 強固なる精神力と体力を養い | kjóko naru szeisinrjoku to tairjoku o jasinai | sziklaszilárd szellemet és testet nevelve,                        |
| 文に親しみ知力を練り       | bunni sitasimi csirjoku o neri                | bizalmon keresztül, tudást kiművelve,                             |
| 人と結びて友情を体し       | hito to muszubite jdzsó taisi                 | emberekkel összekötve, mindent tiszteletre és szeretetre alapozva |
| 持って人格の陶冶をなし     | motte dzsinkaku o tója o nasi                 | a meglévő személyiségünk fejlesztésére törekedve,                 |
| 社会に寄与貢献する事を     | sakaini kijokókenszuru koto o                 | remélve így, hogy ezeket követve                                  |
| 願うものなり               | negau mono nari                               | hozzájárulunk egy jobb társadalomhoz.                             |

## Történelem
A daidodzsukut nyilvánosan 1981-ben mutatták be az 1981-évi Hokutoki Karate Bajnokságon. Eredetileg Kakuto Karate Daidodzsuku vagy Kombat Karate Daidodzsuku volt a neve. A stílus idővel megváltozott, egyedülálló és heterodox technikák keveréke alkotja ezt a harcművészetet.
2001-ben hivatalos sajtótájékoztatót tartott Azuma Takasi, alapítója és elnöke a daidodzsukunak, ahol az NPO átnevezte a vegyes harcművészetet Kudóra.
1981-ben Azuma nagymester megnyitja Miyagi prefektúrában az eleső edzőtermet, "Karate-do Daidojuku"néven. A stílus itt még kakutó karate néven terjed el, ami biztonságos és praktikus, mert egy igen jó védelmet biztostó fejvédőt használata megengedett. Az irányzat különlegessége, hogy a fejelés engedélyezett és a dobások használata mellett, az ellenfél ruháját megragadva folyamatosan lehet támadni. Megtartják az első Hokutoki tornát.
Az elmúlt évtizedekben kibővült a rendszer már N.H.G. Ku névre hallgató, egy új típusú fejprotektort használ. Valamint, az idők folyamán engedélyezték az ízületi kulcsokat és a különböző fojtásszerű préseket is.
1982-ben Azuma Takashi stílusvezető megjelenteti első könyvét, mely bemutatja a daidodzsukut "Hamidasi Karate", "Vad Karate" néven. Megtartják az első nyílt kategóriás mérkőzéseket.
1983-ban megjelenik a mester első kézi útmutatója a "kombat karatéhoz" vagy más néven "kakuto karatéhoz". Ebben az évben tartják meg először, egyszerre a nyílt kategóriás és az első fizikai index alapján kategorizált mérkőzéseket.
1984-ben a "Kakuto Karate e no Michi" (Út a Kakuto Karatéhoz) című írása napvilágot lát. Ugyanebben az évben, már olvasható az első kakuto karate szeminárium a havonta megjelenő Karate-do nevű harcművészeti magazinban.
1985-ben megnyílik az irányzat Kansai régiói központja. Most kerül rá sor először, hogy open kategóriában más helyszínen bonyolítanak le versenyt.
1986-ban a stílus kansai régiói főhadiszállása, Tokióba költözik. Emellett megjelenik Azuma nagymester Kakuto Karate című könyvének második része a Kakuto Karate II. Számos vidéki nagyvárosokban, mint pl.: Nagoja, Hokkaidó, Ssendai, Oszaka, Hirosima, Fukuoka, Niigata új kihelyezett megyei központokat hoznak létre.
1987-ben Azuma Takasi és Kenicsi Ozama mesterek Thaiföldre utaznak, hogy eltanulják és tanulmányozzák a híres thai-boksz technikákat.
1988-ban Instruktorok és központi vezetők további thai szemináriumokon vesznek részt.
1989-ben "The Way towards Kakuto Karate" (Az Út a Kakutó Karatéhoz) című könyvből videó készül a nagymester közreműködésével.
1990-ben a daidodzsuku a 10. évfordulóját ünnepli, ami Szendaiban, Tokióban kerül megrendezésre.
1991-ben Azuma mester kiadja a "Daido Mumon" című könyvét, melyben kiemeli és hangsúlyt fektet a bokszkesztyűs edzésekre.
1992-ben daidodzsuku harcosok először versenyeznek kick-box stílusban, néhányuk KO-val nyer. Ebben az évben szerveznek először kesztyűs küzdelmeket "Glove karate" néven. Az első ilyen rendezvény a "WARS-I".
1993-ban megkezdődnek az első tengerentúli szemináriumok Chilében, Vladivostokban és New Yorkban. Megalapul a Csubu Regionális Kudó Központ Nagojában. Továbbá megtartják a második kesztyűs karate tornát (WARS II Glove Karate) néven.
1994-ben Brazíliában, Moszkvában és Melbourneben szemináriumot tartanak. Ezt követve ugyan ezeket a helyeken, újabb tengeren-túli iskolák nyílnak.
1995-ben Szent Péterváron és Iránban szemináriumokat tartanak, ahol szintén iskolákat nyitnak. További iskola nyílik a stílus vezetése alatt Srí Lankán. A "Karate Do Daidojuku" szövetség neve, hivatalosan is megváltozik "Kakuto Karate International Federation Daidojuku" ("Combat Karate International Federation Daidojuku") (KKIF)-ra. Szapporóban megnyitják a Hokkaidó Regionális Kudó Központot. Ebben az évben kapja meg Azuma nagymester a 8. dan fokozatot, a 10 danos Jon Bluming-től, a "Kyokushin Budokai" vezetőjétől. Az irányzat a tizenöt éves évfordulóját ünnepli, ismét Szendajban. A Japán Országos Televízióban megjelennek az ágazat irodai munkásai is.
1996-ban megrendezésre kerül a daidodzsuku "WARS III" nevű torna pusztakezes viadal formájában. Nizhnekamskban, Oroszországban és Ausztráliban újabb iskolák alakulnak meg. Hirosimában megnyílik a Csusikoku Regionális Kudó Központ. India és Pakisztán petíciót nyújt be, hogy iskolákat alapíthasson.
1997-ben Panama, Kanada, Belgium, Olaszország és Hollandia is benyújtják kérelmeiket a Kudó terjesztése kapcsán. Ugyanebben az évben megrendezésre kerül a "WARS-IV" viadal, immáron a negyedik torna, ahol nagyobb hangsúlyt fektetnek a földharci technikákra és kategóriákra mint eddig bármikor. A kakuto karate ezzel nagy fejlődésen megy keresztül. Voronezh és Yaroslavl városokban (Oroszország) újabb központok nyílnak. Továbbá a kaliforniai szemináriumon kidolgoznak a Kudó tornákon jól használható jiujitsu technikákat.
1998-ban újabb iskola nyílik Ekaterinburgban, Oroszországban. Az Ukrán Köztársaság kérelmet nyújt be, hogy egy tengeren-túli iskolát nyithasson. Daidodzsuku szövetségi tagok edzéseken vesznek részt Oroszországban. A Hokutoki torna innentől kezdve már egész Japánra kiterjed. A Japán Országos Televízió már úgy számol be a kudóról, mint az NHB (Nihon Budo) egy vezető szerepében lévő elemről.
1999-ben az Egyesült Arab Emírségek és Portugália is kérelmeket nyújtanak be új kudó iskolák megnyitásához. A Daidodzsuku Világszövetség hivatalos eseménnyé nyilvánítja a WARS Tornát és ettől az évtől kezdve, minden évben megrendezik. Emellett megrendezésre kerül a "WARS-V" is.
2000-ben bekerül a nyilvántartásba az első ukrajnai iskola. 2000. május 29-én az ágazat hivatalos vezető központja Ikebukuróba költözik. Kanadában és Mijammarban további szemináriumok kerülnek megtartásra. További 3 iskola nyílik Portugáliában, Franciaországban és Begrimben. Szuszumu Idzsima kudó versenyző részt vesz az első pankráció világbajnokságon, mely Görögországban kerül megrendezésre. -77 kg-os kategóriában a harmadik helyezést éri el. Jaszumicsi Hudzsimacu másik neves versenyző, benevez az ötödik vusú világbajnokságra -85 kg-os súlyban és a dobogó második fokára áll.
2001-ben az Egyesült-Királyság átmenetileg beregisztrál a Kudó Világszövetséghez. Bemutatót tartanak Indiában. Új-Delhiben és Amritszárban. Portó, Párizs, Amritszár és Lettország belépnek a világszövetségbe. Később csatlakozik Kazahsztán, Belorusszia, Észtország, Katmandu, Mijammar, New York. Novemberben lebonyolításra kerül az első Kudó Világbajnokság. A Jojogi Gimnáziumban kerül megrendezésre, 23 országból érkeznek rá résztvevők. A japán delegáció derekasan helyt áll, öt kategóriából háromban aranyérmet szerez.
2002-ben Olaszországban és Franciaországban további szemináriumokat tartanak. Ahogyan mindig, most is lebonyolítják a "Wars" tornát, immár a hatodikat. Annak érdekében, hogy a stílust ismertebbé tegyék és elterjesszék, ezúttal fejvédő nélkül, kesztyűben határozzák meg a küzdelmek menetét. A japánok elsöprő győzelmet aratnak. Aznap esti eredményük: 3 győzelem, 1 vereség, 1 döntetlen a francia házigazdákkal szemben. Újabb két iskolát regisztrálnak Észak-Olaszországban és Kolumbiában. Még ugyanebben az évben japán mesterek Lettországba mennek terepszemlére. A Nemzetközi Kudó Szövetséget a japán kormányhivatal jogi személyként bejegyzi, amit a szokásos helyen Szendaiban ünnepelnek meg. Azuma Takashi nagymester kiadja a "Hamidasi Karate kara kudo" azaz a "Vad Karatétól a Kudóig" című könyvét.
2003-ban Barcelonában (Spanyolország) és Nurembergben (Németország) szintén továbbképzések kerülnek megrendezésre. Miután Mijammarban is szemináriumot tartanak, egy új kudó klub kerül beregisztrálásra spanyol színekben. Dzsun Sida és Hirojuki Nakagava az észt világbajnokságon vesznek részt. Nakagava a harmadik helyet szerzi meg. Észtországban is alakul egy iskola.
2004-ben Görögországban tartják a szemináriumot, mely során az északi részen megalakul egy újabb klub. Azuma nagymester, és asszisztense Takesi Takamacu mester és Judzsi Igarasi stílusvezető meghívást kap a "19Festival des Arts Martiaux Bercy 2004"-re. Soha nem várt módon fogadják őket és fejezik ki tiszteletüket a vendéglátók. A torna első helyezettei megkapják az Oktatásügyi Minisztériumi Díjat. További szemináriumokat tartanak meg a Pekingi és Csinghua Egyetemeken. Olaszországba ismét megszerveznek egy szemináriumot. Miután a Sanghaj Egyetemen és Ulánbátorban (Mongólia) is szemináriumot tartanak Mongóliát is beregisztrálják, mint hivatalos tagját a szövetségnek. Kolumbia második városában, Kaliban szeminárium kerül megrendezésre, ahol Azuma nagymestert a város díszpolgárává fogadják.
2005-ben újabb szemináriumokat bonyolítanak le: Moszkvában, Vladivostokban, Markkóban, Bulgáriában, Sri Lankán és Malajziában. Ezt követve egy bolgár kudó iskolát is beregisztrálnak hivatalosan is. Megrendezik a második Hokuto-ki Világbajnokságot.
2006-ban a mesterek Bulgáriában és Törökországban tett látogatásuk során szemináriumokat tartanak. Nem sokkal később az irányzat Szerbiában is gyökeret ver és egy újabb daidodzsuku iskola jön létre. Ezután nem sokkal Kazahsztánba, Oroszországba, Olaszországba és Magyarországra is ellátogatnak a stílus terjesztői. Miután Magyarországon is megtartják az első szemináriumot, hazánk is belép a Nemzetközi Kudó Szövetségbe. Még ebben az évben New Yorkban és Kolumbiában is szemináriumokat tartanak meg. Megalapul a Tamil Nadui Kudó Iskola (India).
2007-ben az Egyesült Arab Emirátusokba és Marokkóba látogatnak a mesterek. Kuvaitban, Iránban és az előző kettőben beregisztrálnak az első iskolák. Lengyelországban és Csehországban is népszerűsítik a kudót, melynek következménye, hogy Lengyelország és Örményország is csatlakozik. Az első európai világbajnokság ez évben kerül megrendezésre.
2008-ban Nagy Britanniában szemináriumot tartanak és megrendezik a második Európai Kudó Világbajnokságot Oroszországban. Nyílt szemináriumot tartanak Németországban és továbbképzéseket Kolumbiában, valamint Brazíliában és Olaszországban, ahol irányzati iskolákat regisztrálnak. Kazuari Szaszazava, a Csúbu Regionális Vezetőségtől részt vesz a 2008-as Vusu Szansó Tornán -70 kg-os kategóriában. Megtartják az első Ázsiai Kudó Világbajnokságot Mongóliában. Londonban egy újabb irányzati iskola nyílik. Az első Közép-keleti és Afrikai Kudó Világbajnokságot is megtartják még ugyan ebben az évben Abu Dabiban.
Azuma Takashi jelenleg egy 8. fokú fekete öv birtokosa a "Kyokushin Budokai" díjazás alapján.

## Külső hivatkozások
- A magyar kudó hivatalos facebook oldala
- A magyar Budo magazin hivatalos honlapja[halott link]
- A kudó hivatalos angol weblapja[halott link]